# أذربيجان في الألعاب الأولمبية الصيفية 2012
شاركت أذربيجان للمنافسة في دورة ألعاب أولمبية صيفية 2012، لندن المملكة المتحدة، في الفترة من 27 يوليو - 12 أغسطس 2012. وضم وفدها 53 رياضيا في 14 رياضة.